# Freesco
A FREESCO (Free Cisco) egy szabad szoftveres alternatívája a Cisco routerek operációs rendszerének, amely akár 10 Ethernet/arcnet/token ring/arlan hálózati eszközt és modemet képes kezelni. A szoftver fejlesztése 2014-ben abbamaradt, miután az eredeti fejlesztő nem tudott többet foglalkozni vele.

## Általános leírás
A FREESCO egy floppy alapú szoftver, ami azt jelenti hogy a teljes rendszer egy 1.44 MB floppy lemezről indul. Lehetséges teljes egészében a RAM -ban futtatni, ebben az esetben nincs szükség lemez-műveletekre. A FREESCO működik bármely IBM kompatibilis PC -n (i386 vagy újabb) és opcionálisan merevlemezre is telepíthető.
A kernel Linux alapú, és a 2.0.39 -es Linux kernel -t vették alapul, de használható a 2.0.40 is.
Az első nagyobb kiadás a FREESCO -ból a v0.2.7 volt, amit eredetileg Serguei Storozhevykh fejlesztett Lewis 'Lightning' Baughman segítségével. Azóta, a szoftver sokat fejlődött és számos szerveroldali alkalmazással bővült, és sok más beszerezhető és telepíthető hozzá. A konfiguráció rugalmas és nem igényel sok éves hálózatokkal kapcsolatos tapasztalatot.

## Képességek
Jelenleg a rendszer a következőt kínálja a szokásos szolgáltatásokon felül:
- Ethernet bridgeing
- Ethernet útválasztás
- Internetkapcsolat-megosztás (NAT segítségével):
  - tárcsázós kapcsolat
  - DSL kapcsolatok (ideértve a PPPoE -t és PPtP -t is)
  - kábeles kapcsolat
- Tűzfal
- Betárcsázós szerver
- HTTP és FTP szerver
- DNS és DHCP szerver
- SSH szerver
- Idő szerver
- Nyomtatószerver

A konfigurálást úgy tervezték hogy könnyen érthető és használható legyen, anélkül hogy túl szigorúan működne; a setup eszköz informatív menürendszert használ, szinte soha nem kell kézzel konfigurációs fájlt szerkesztenünk. Minden fent sorolt képesség könnyen aktiválható, letiltható és beállítható a setup eszközzel, amely szintén része a floppy -nak.
Ezenkívül, a FREESCO rendelkezik a Debian-éhoz hasonló csomagkezelővel (pkg -i ...), amelynek segítségével szoftvercsomagokat telepíthetünk. Sok ilyen csomag elérhető a rendszerhez; például az Apache HTTP Server, levelező szerverek mint az exim és a "Samba".
FREESCO tudja használni a FAT/FAT32 és a Linux ext2 fájlrendszereket, és a HTTP/FTP/Samba szerverekhez köszönhetően robusztus fájlszerver szerepet képes betölteni.
A FREESCO a legtöbb hálózati eszközhöz tartalmaz meghajtóprogramot.

## Korlátok
Sok új verziós Linux szoftver (pl. Apache 2) gyakran nem elérhető a FREESCO számára mivel nem megfelelő számukra a FREESCO kernele. Emellett újabb hardvereszközök (pl. Gigabit Ethernet kártyák) sem használhatók mivel hiányzik hozzájuk a támogatás a 2.0.x Linux kernel -ből.
FREESCO nem támogatja a terheléselosztást és az USB -t.